# Vasujyeshtha
Vasujyeshtha (r. 141 – 131 a. C.) fue el tercer rey de la dinastía Sunga del norte de la India. Su reinado no está bien documentado, así que poco se sabe de él. Se le atribuye completar con éxito las acciones de su abuelo Aśvamedha para derrotar a las fuerzas del Reino indogriego a lo largo de las orillas del Río Indo. Sus logros se mencionan brevemente en el "Malavikagnimitra", el cual fue compuesto durante la era posterior Gupta por Kalidasa.